# Natasja Saad
Natasja Saad, nota anche con lo pseudonimo di Natasja o Little T (Copenaghen, 31 ottobre 1974 – Spanish Town, 24 giugno 2007), è stata una rapper e cantante danese.
Ha acquistato notorietà con un remix della canzone Calabria e, grazie allo stesso pezzo, ha ottenuto il primo posto nella classifica della rivista Billboard (nella categoria "Dance"), poco più di sei mesi dopo la sua morte, avvenuta in un incidente stradale.

## Biografia
Saad, figlia di una fotografa danese, Kirstine Saad, e di padre sudanese, iniziò a dedicarsi alla musica a 13 anni, cantando e avendo qualche ingaggio da DJ a Copenaghen, dove si esibì anche in alcuni live con Miss Mukupa e McEmzee, nella band No Name Requested. Nello stesso periodo duettò con Queen Latifah, guadagnandosi una certa popolarità in Giamaica. Nel 1998, con una caduta da cavallo durante la sua educazione come fantino professionista, la sua ascesa al successo rallentò notevolmente.

### Primi successi
Nell'estate del 2004 pubblicò 12"-Cover Me e successivamente the 7" Summercute e nel 2005 fu la volta del compact disc Release. Nello stesso anno, inoltre, collaborò con la band danese Bikstok Røgsystem per la pubblicazione della loro hit, Cigar, sotto lo pseudonimo di "Lille T".
Nel 2006 vinse una competizione di musica raggae, la "Irie FM Big Break Contest", tenutasi in Giamaica, con la canzone 45 Questions. Il primo premio consisteva in una registrazione, un video musicale, un book fotografico ed un ingaggio al Raggae-Sumfest Festival, dove si esibirono anche 50 Cent e Rihanna.
Natasja debuttò nella commedia danese Fidibus, insieme alla performer/direttrice Hella Joof, con la canzone Op med ho'det. In quegli anni, la sua canzone Calabria, nata dalla collaborazione con DJ Enur, diventò una popolare hit estiva, scalando le classifiche mondiali dei generi Dance/Elettronica e Pop, e la stessa canzone le fece guadagnare il ventiquattresimo posto nella classifica di BillBoard "Pop 100".

## Curiosità
- Natasja fu la prima cantante del genere raggae/dancehall non giamaicana a vincere il primo premio all'"Irie FM Big Break Contest". Entrò nella competizione nel maggio 2006, fra altri 700 partecipanti.
- La sua prima hit, Mon De Raggae, ispirò Pon de Replay di Rihanna.
- Si classificò prima nella classifica di BillBoard "Hot Dance Airplay" sei mesi dopo la sua morte, nel gennaio 2008.
- Nel 2007 i rapper Lil Jon e Pitbull hanno prodotto The Anthem, canzone sulle note di Calabria, in ricordo di Natasja. Nei titoli di coda del video si legge infatti "In loving memory of Natasja Saad".
- Ha duettato con il gruppo italiano reggae Africa Unite in Amantide.

## Discografia
- Colors of my mind 12" (Mega Records)
- Real Sponsor 12" (Food Palace Music)
- Summer Cute 7" (Food Palace Music)
- Release Album (Playground music 2005)
- My Dogg /45 Questions (Tuff Gong Distr.)
- Op med Hovedet - cd single (Copenhagen Records)
- Købmanden (BMG)
- Calabria
- Long time 7" (Sly & Robbie)
- poofypooftime
- I Danmark er jeg født (I was born in Denmark)